# 伍嘉陵
伍嘉陵（1927年—2022年12月30日），名陵，字嘉陵，以字行，男，广东顺德人，中国书法家、篆刻家，岭南画派第三代代表传人。